# Aeroportul Internațional Odesa
Aeroportul Internațional Odesa (în ucraineană Міжнародний аеропорт Одеса) (IATA: ODS, ICAO: UKOO) este un aeroport din Odesa, Odesa Urban Hromada⁠(d), Raionul Odesa, Odesa, Ucraina ce deservește zona Odesa. Aeroportul a fost tranzitat în 2021 de 1.328.326 de pasageri. A fost deschis în 1961 și numit după zona deservită.
Situat la o altitudine de 52 m, aeroportul dispune de 2 piste.

## Infrastructură

### Piste
Aeroportul dispune de 2 piste. Pista are orientarea 07/25.Pista are orientarea 16/34.